# Allie MacDonald
Pour les articles homonymes, voir MacDonald.
Allie MacDonald, née le 17 septembre 1988 à Port Hawkesbury en Nouvelle-Écosse, est une actrice canadienne. Elle apparaît à l'âge de 10 ans dans le film The Real Howard Spitz de Vadim Jean. Elle est active à la télévision depuis 2009 et tient un des rôles principaux dans la série Young Drunk Punk (en) en 2015.

## Biographie
Allie MacDonald nait le 17 septembre 1988 à Port Hawkesbury, une petite ville au sud de l'île du Cap-Breton en Nouvelle-Écosse, Canada. Elle commence très jeune à jouer dans des pièces de théâtre, puis apparaît à l'écran en 1998 aux côtés de Kelsey Grammer dans le film The Real Howard Spitz réalisé par Vadim Jean.
Elle se forme au Canadian College of Performing Arts à Victoria et déménage ensuite à Toronto en 2008. Elle joue depuis au cinéma et à la télévision. On la voit notamment en 2010 dans le film Score: A Hockey Musical (en) de Michael McGowan (en) et en 2012 dans Les Histoires qu'on raconte, de Sarah Polley, La Maison au bout de la rue de Mark Tonderai et The Forest (The Barrens) de Darren Lynn Bousman.
En 2015, elle tient un des rôles principaux dans la série Young Drunk Punk (en).

## Filmographie

### Cinéma
- 1998 : The Real Howard Spitz de Vadim Jean : Petite fille
- 2009 : In the Grid de Rowan Nielsen (court métrage) : Maddy
- 2009 : Red & Stone de Ernesto Sosa Lopez (court métrage) : Heather
- 2009 : Green Christmas de D. W. Waterson (en) (court métrage) : Maddie
- 2010 : Score: A Hockey Musical (en) de Michael McGowan (en) : Eve
- 2011 : Blink de Miles Jay (en) (court métrage)
- 2012 : Les Histoires qu'on raconte (Stories We Tell) de Sarah Polley : Joanna Polley
- 2012 : La Maison au bout de la rue (House at the End of the Street) de Mark Tonderai : Jillian
- 2012 : The Forest (The Barrens) de Darren Lynn Bousman : Sadie Vineyard
- 2012 : The Riverbank de John L'Ecuyer : Patti Konstantin
- 2013 : And Now a Word from Our Sponsor (en) de Zack Bernbaum : Meghan Hillridge
- 2014 : Stage Fright  de Jérôme Sable: Camilla Swanson
- 2015 :  La Ville de l'amour  d'Arles Netherwood-Schwesig (court métrage) : Sophia
- 2018 : Under the Silver Lake : Meek Bride
- 2019 : Why Not Choose Love: A Mary Pickford Manifesto de Jennifer DeLia (en) : Lillian Gish
- 2019 :  Life of Kai: Six Months  de Marshall Williams (court métrage) : Barb
- 2024 : Art of a Hit de Gaelan Connell (en) : Cristin

### Télévision
- 2009 : The Ron James Show (en)
- 2011 : The Listener : Regan Dennis (saison 2, épisode 8)
- 2011 : Jessica King : Barbara Tamsin (saison 1, épisode 5)
- 2011 : Mystère à Salem Falls de Bradley Walsh (téléfilm) : Megan Saxton
- 2012 : The Firm : Sadie (épisode 10)
- 2012 : Alphas : Lisa (saison 2, épisode 7)
- 2012 : Haven : Tina (saison 3, épisode 6)
- 2013 : Lost Girl : Hannah (saison 3, épisode 8)
- 2013 : Longmire : Delila (saison 2, épisode 2)
- 2013 : Cinnamon Girl de Gavin O'Connor (téléfilm) : Cassie Carter
- 2014 : Remedy : Sheila McCabe (saison 1, épisode 7)
- 2015 : Dans l'engrenage de l'amour (Trigger Point) de Philippe Gagnon (téléfilm) : Ashley Robinson
- 2015 : Young Drunk Punk (en) : Belinda McKay (les 13 épisodes)
- 2015 : Killjoys : Clara (saison 1, épisode 4)
- 2016 : Orphan Black : Trina (saison 4, 4 épisodes)
- 2016 : Private Eyes : The Demonic Donatella (saison 1, épisode 9)
- 2016 : Conviction : Sierra Macy (épisode 8)
- 2017 : Cardinal : Edie Soames (5 épisodes)
- 2018 : Prête à tout pour être reine (Mean Queen) de Philippe Gagnon (téléfilm) : Amy Turner
- 2019 : What/If (mini-série) : Maddie Carter (5 épisodes)
- 2021-2022 : Pacific Rim: The Black : Brina (9 épisodes)